# Себастиен
Себастиен' (на английски: Sebastien) е чешка пауър метъл група от Пардубице и Бърно. Групата е създадена от Юри „Джпордж“ Рейн през 2008 г.
Произходът на Себастиен датира от февруари 1999 г., а първият истински състав на групата се появява под името Calypso през декември 1999 г.
Две години по-късно те променят името си на Navar и записват първия си студиен албум, озаглавен Dark. Това е последвано от поредица от концерти, запис на сингъла Shine of Light и накрая издаването на втория им албум, Commotion.
През лятото на 2004 г. групата се завръща отново в студиото, за да запише EP-то Proti všem (Срещу всички). През април 2006 г. те сами издават нов албум, озаглавен 1621.
През 2008 г. двама членове напускат групата. Ядрото на бандата - братята Рейн и Анди Монс - канят нови членове. Тогава групата е преименувана на Себастиен.
През ноември 2009 г. Себастиен пътуваът до Grapow Studios в Словакия, за да запишат техния дългоочакван албум Tears of White Roses. Песните първоначално са написани на чешки от Джордж Рейн, а по-късно пренаписани на английски от поета Ян Петричко. Музиката е написана и аранжирана от Джордж Рейн и Анди Монс, а албумът е продуциран от Роланд Грапов.
Албумът е издаден през ноември 2010 г. чрез Escape Music и включва няколко гост музиканти.
Себастиен отидоха на първото си истинско турне (в Чешката република и Словакия) през есента на 2011 г. След това те се появяват на главната Ronnie James Dio Stage на фестивала Masters of Rock през юли 2012 г. с трима забележителни гост артисти на сцена: Роланд Грапов, Аполо Папатанасио (Spiritual Beggars) и Кейти Джоан (Siren's Cry).
От 2012 г. кийбордистът Виктор Мазанек напуска групата. Той е заменен от Павел Дворжак от Warhawk. През 2012 г. Радек Рейн също подава оставка и е заменен от Лукаш Риха.
През 2014 г. групата изнася следващия си голям концерт на главната сцена на Masters of Rock – този път с Тони Мартин (бивш Блек Сабат) като специален гост.
През ноември 2014 г. Себастиен отново влиза в Grapow Studios, за да завърши микса на втория им албум, озаглавен Dark Chambers of Déjà Vu. Албумът е издаден на 25 септември 2015 г., почти пет години след предишния им запис, от лейбъла Pride & Joy Music.
Третият албум на групата, Act of Creation, е издаден на 23 февруари 2018 г.

## Участници в групата

### Настоящи
- Юри Рейн – главни вокали, китара (1999 – настояще)
- Анди Монс – китара, беквокали (2003 – настояще)
- Петри Калио – бас, беквокали (2010 – настояще)
- Павел Дворжак – клавишни (2012 – настояще)
- Лукаш Риха – барабани (2013 – настояще)

### Основатели
- Питър Фордж – бас (2008 – 2010)
- Роб Врсански – клавишни (2008 – 2010)
- Виктор Мазанек – клавишни, беквокали (2010 – 2012)
- Радек Рейн – барабани (2003 – 2012)

### Гост музиканти
- Аманда Съмървил – вокали във „Femme Fatale“ и „Black Rose – part II“ (Tears of White Roses)
- Аполон Папатанасио – вокали в „Silver Water“ (Tears of White Roses), изява на живо със Sebastien на Masters of Rock 2012 (вокали)
- Дуги Уайт – вокали в „Black Rose - part I“ (Tears of White Roses)
- Фабио Лионе – вокали в „Dorian“ и „Fields of Chlum (1866 AD)“ (Tears of White Roses)
- Майк Димео – вокали в „Voices in Your Heart“ и „Tears of White Roses“ (Tears of White Roses)
- Роланд Грапов – соло китара на „Voices in Your Heart“, вокали на „Dorian“ и „Phoenix Rising“ (Tears of White Roses), изява на живо със Sebastien на Masters of Rock 2012 и 2014 (само вокали)
- Торе Морен – соло китара в „Museé Du Satan Rouge“ (Tears of White Roses)
- Кейти Джоан – участие на живо със Sebastien на Masters of Rock 2012 (вокали)
- Тони Мартин – участие на живо със Себастиан на Masters of Rock 2014 (вокали)
- Айлин Хименес – вокали в „Last Dance at Rosslyn Chapel“ (Dark Chambers of Déjà Vu)
- Мартин „Мартус“ Скарупка – барабани (Dark Chambers of Déjà Vu)